# 多爾貝克河
53°12′42″N 12°54′21″E / 53.211784°N 12.905706°E

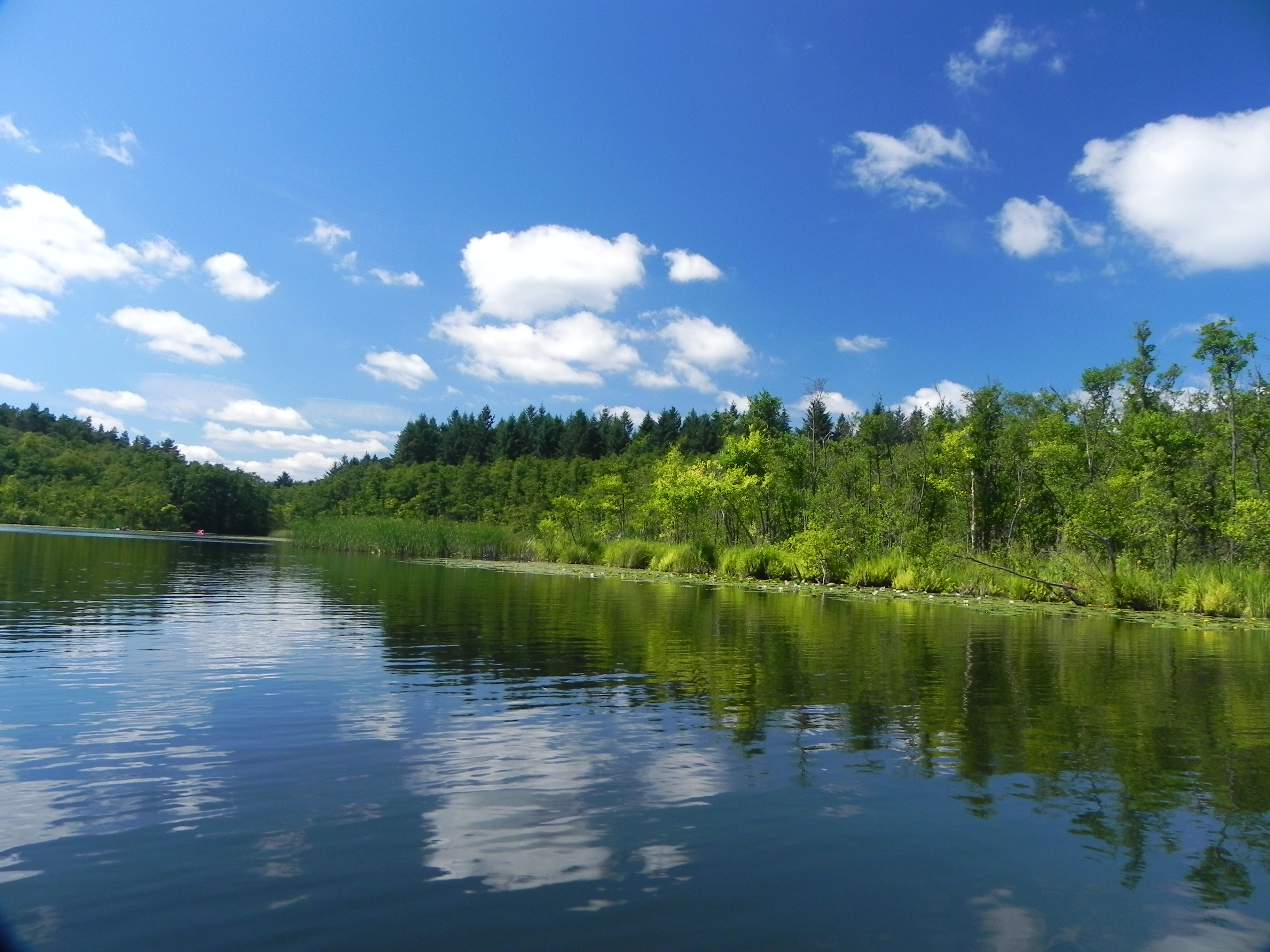
多爾貝克河

多爾貝克河（德語：Dollbek），是德國的河流，位於該國東北部，由梅克倫堡-前波美拉尼亞州負責管轄，河道全長1.4公里，發源自戈貝諾湖，最終注入拉布斯湖。